# Societas slovenica
Societas slovenica (tudi Slovensko tovarštvo) je bilo društvo, ki ga je ustanovil Janez Nepomuk Primic, 13. maja 1810 v Gradcu, da bi na ta način širil preporodno miselnost med mlajšo generacijo izobražencev. Člani so bili bogoslovci in juristi, ki so se zanimali za program, ki ga je deloma nasvetoval Kopitar. 

## Namen
Prvotni namen je bil ekscerpirati graški primerek Trubarjeve Nove zaveze in Dalmatinovo Biblijo za načrtovani slovensko-nemško-latinski slovar, se študijsko poglabljati v Kopitarjevo slovensko slovnico in sestavljati slovenske naloge. Vendar je Primic že avgusta 1810, le nekaj mesecev po ustanovitvi društva, postavil 15 članski skupinici glede na njene potenciale težko uresničljive cilje.
Zamislil si ni nič manj kot veliko znanstveno podjetje, katerega temeljna naloga naj bi bil “popis slovenskega dela Štajerske v njegovem naravnem stanju ter gospodarskem in naravoslovnem oziru; oris njegovih prebivalcev, njihovega značaja, običajev in navad”, kar je bilo po svoji temeljni zasnovi močno podobno razsežnemu projektu topografskega popisa celotne vojvodine Štajerske.

## Odziv
Štajerske deželne oblasti, najprej pa Josef Alois Jüstel, takratni referent za šolstvo, so odobravale obstoj in namen Slovenskega društva, k čemur je veliko pripomoglo Jüstlovo pozitivno stališče do slovenščine in pa novice o preureditvi šolstva v Iliriji. Naklonjenost oblasti je Primic še poleti 1810 preskusil z dvema predlogoma, ki sta bila oba odobrena. Najprej je pridobil društvu stalne prostore za sestajanje v poslopju graške redute; obenem je predlagal, pač tudi pod vtisom Kopitarjeve slovnice, naj oblasti ustanovijo v Gradcu katedro za slovenski jezik. 

## Delovanje
Čeprav je Societas slovenica v Gradcu delovala z uradnim blagoslovom, ni bila posebej uspešna. Število članov je upadalo, med dejavnimi člani pa so se poleg Primica uveljavili vsega štirje, ki so bili pozneje vidni slovenski kulturni delavci na Štajerskem. Med njimi sta poleg Primica ugotovljena le Franc Cvetko in Janez Leopold Šmigoc. Toda verjetno je, kot piše France Kidrič, da so bili med člani društva tudi štajerski mladinci mariborskega in kranjskega okrožja, in sicer Peter Dajnko, Anton Krempl, Koloman Kvas, Dominik o. Pen in Tomaž Kren. V ohlapni obliki se je Societas slovenica vendarle ohranila do spomladi 1812, ko je del nalog prevzela prav graška slovenska stolica, katere ustanovitev je bila Primiceva zasluga. 